# Nancy Merriman
Nancy Merriman, née Nancy Mitchell le 19 décembre 1841, décédée le 14 janvier 1954 à l'âge de 112 ans, est une supercentenaire américaine qui fut reconnue comme la doyenne de l'humanité du 28 avril 1951 jusqu'à sa mort.

## Biographie
Nancy Merriman est née à Mitchie, dans l'Illinois, aux États-Unis, sous le nom de Nancy E. Mitchell, le 19 décembre 1841. Ses parents, Solomon Mitchell et Diana Thompson, sont nés dans la ferme paternelle de 120 hectares, près de Waterloo, dans l'Illinois. Vers l'âge de huit ans, sa famille déménage à Lebanon, où elle vit pendant environ 18 ans.
Après le décès de ses parents, Merriman s'installe à East Carondelet, où elle épouse Sylvester Merriman. Le couple eut sept filles, mais se sépara après 12 ans. Elle s'installa ensuite à Saint-Louis, dans le Missouri, où ses filles accomplirent leurs études. Durant son séjour à Saint-Louis, elle trouve un emploi chez la famille Grimm. Leur fils, Charles Grimm, n'a alors que cinq ans et deviendra plus tard manager des Cubs de Chicago.
En 1927, elle s'installe à Chicago. Elle travaille comme blanchisseuse jusqu'à l'âge de 75 ans. À 100 ans, sa vue s'est considérablement dégradée, l'empêchant de lire. Dans sa jeunesse, elle lisait assidument la Bible et, plus tard, elle raconta avec humour que ses lectures fréquentes avaient eu des conséquences néfastes sur sa vue. À l'époque, elle assistait encore à la messe au moins une fois par semaine. On rapporte qu'elle s'était convertie au catholicisme en 1894. À 108 ans, on rapportait qu'elle était encore debout et s'occupait des tâches ménagères.
Nancy Merriman, ayant survécu à six de ses sept enfants, est meurt à Chicago, dans l'Illinois, aux États-Unis, le 14 janvier 1954, à l'âge de 112 ans et 26 jours. Elle laisse dans le deuil une fille, Mae Kent, décédée en 1982, quelques jours avant son centième anniversaire, quatre petits-enfants, quatre arrière-petits-enfants et un arrière-arrière-petit-enfant.

## Vérification de son âge et record de longévité
Nancy Merriman a peut-être été la première personne noire connue à devenir supercentenaire, lorsqu'elle atteint l'âge de 110 ans en 1951. Son âge a été vérifié par Daniel Gonik, Jimmy Lindberg et Stefan Maglov, puis validé par LongeviQuest le 4 octobre 2023.
Au moment de son décès, elle est la personne vivante la plus âgée au monde. Le 28 avril 1951, après la mort de Lucy Woodman, Nancy Merriman devient la doyenne de l'humanité. En décembre 1951, elle devient supercentenaire, devenant ainsi la cinquième personne seulement aux États-Unis à atteindre cet âge de 110 ans, après Louisa Thiers (1814-1926), Delina Filkins (1815-1928), Miriam Banister (1817-1928) et Anna Wheeler (1833-1943). Elle est également devenue la première Afro-Américaine et d'origine africaine à atteindre cet âge. Elle est également devenue la première supercentenaire de l'État américain de l'Illinois.